# Palfries

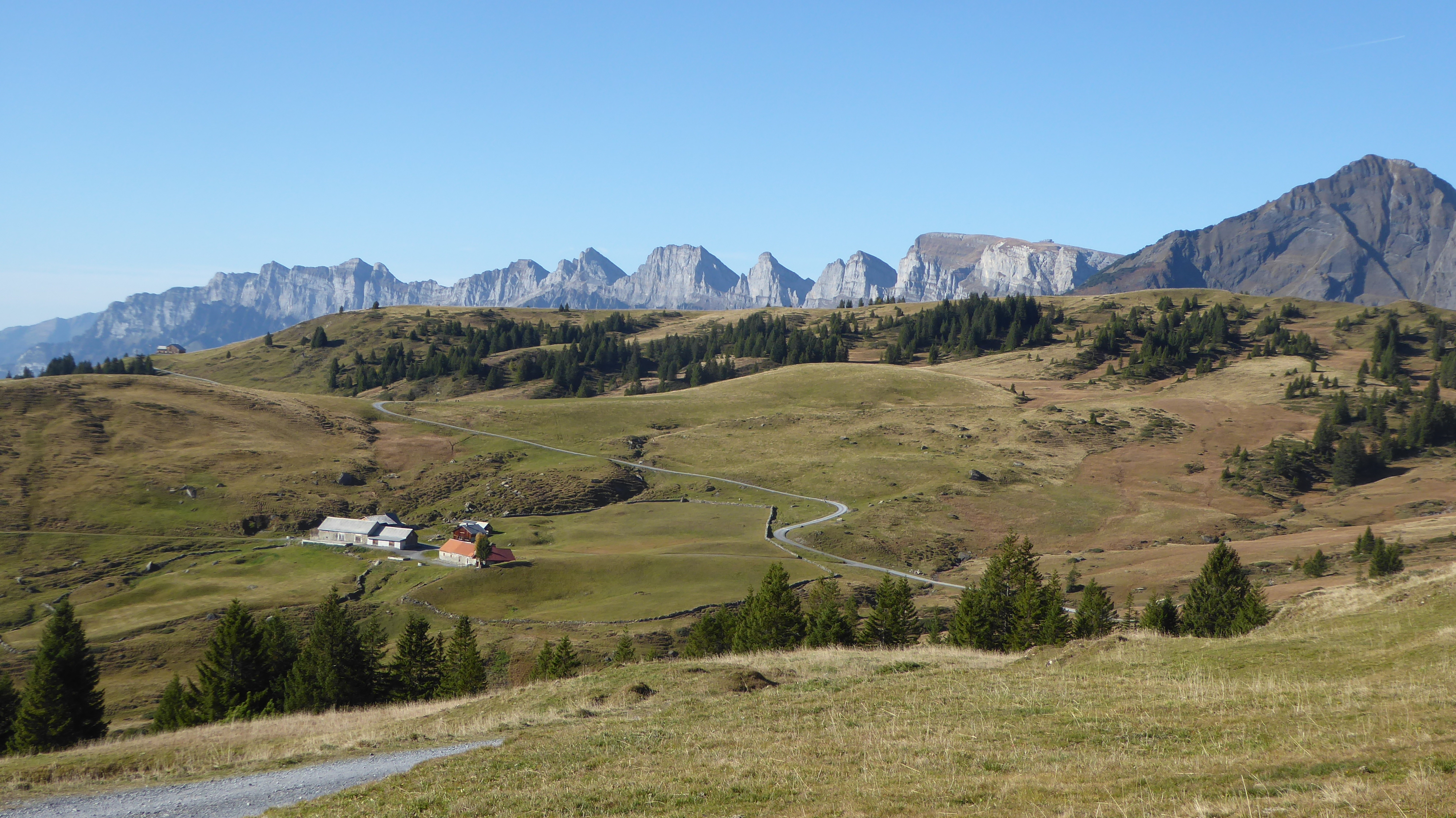
Palfries, im Hintergrund Churfirsten

Palfries ist eine Alp am südwestlichen Abhang des Alvier im Seeztal und gehört zur grösstenteils im Rheintal gelegenen Gemeinde Wartau im Schweizer Kanton St. Gallen. Im Jahr 2018 wurde Palfries mit 33 Galtkühen, 652 Stück Jungvieh und 41 Ziegen bestossen. Palfries wird von Oberschan mit einer Strasse und von Ragnatsch bei Mels mit der Palfriesbahn erschlossen.

## Geschichte
Palfries wurde vermutlich schon im 14. Jahrhundert von einheimischen Romanen genutzt und wahrscheinlich auch bewohnt. Spätere Rodungen erfolgten im 14. Jahrhundert durch Walser im unteren und hinteren Palfries, worauf viele deutsche Flurnamen hinweisen. Die Walser im Gonzengebiet sind erstmals 1398 im Urbar der Grafschaft Sargans aufgeführt. 1414 wurde Palfries erstmals als Walsersiedlung erwähnt. Weitere Erwähnung finden sie in einem Urbar von 1531. Die Walser genossen die sogenannten «Walser Freiheiten», wenn auch wahrscheinlich nur wenige davon ethnisch Walser waren. Als Rodungsfreie waren sie weder Leibeigene noch fiel ihr Lehensgut bei Tod an den Grundherrn zurück.
Der Verlust von Schneefluchtrecht und Maienatzung ab 1540 brachte die Walser in grosse existenzielle Schwierigkeiten. Um 1600 begann die Abwanderung ins Tal nach Sargans oder Wartau. Als Zeuge der Walser auf Palfries ist das rund 600 Jahre alte sogenannte Rathaus Palfries erhalten geblieben.
1803 erhielten sämtliche Walser das St. Galler Bürgerrecht, aber gegen die Erteilung des Gemeindebürgerrechts wehrte sich die Gemeinde Wartau zunächst erfolgreich. Erst 1827 erhielten die letzten 30 armen und katholischen Walser durch Gerichtsentscheid das Wartauer Bürgerrecht.

## Bilder

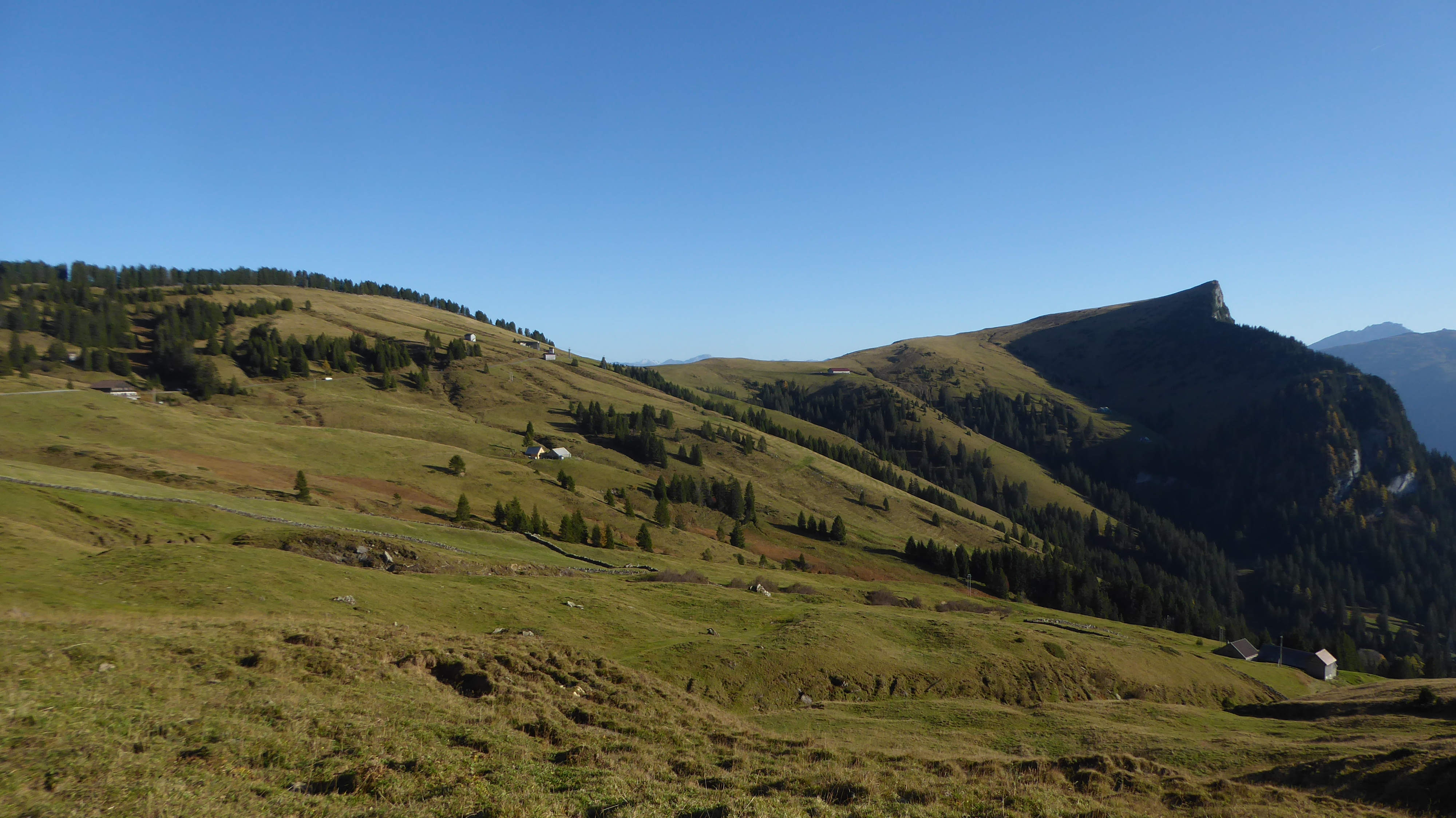
Vorderpalfries mit Gonzen
Luftaufnahme von Palfries, 1955
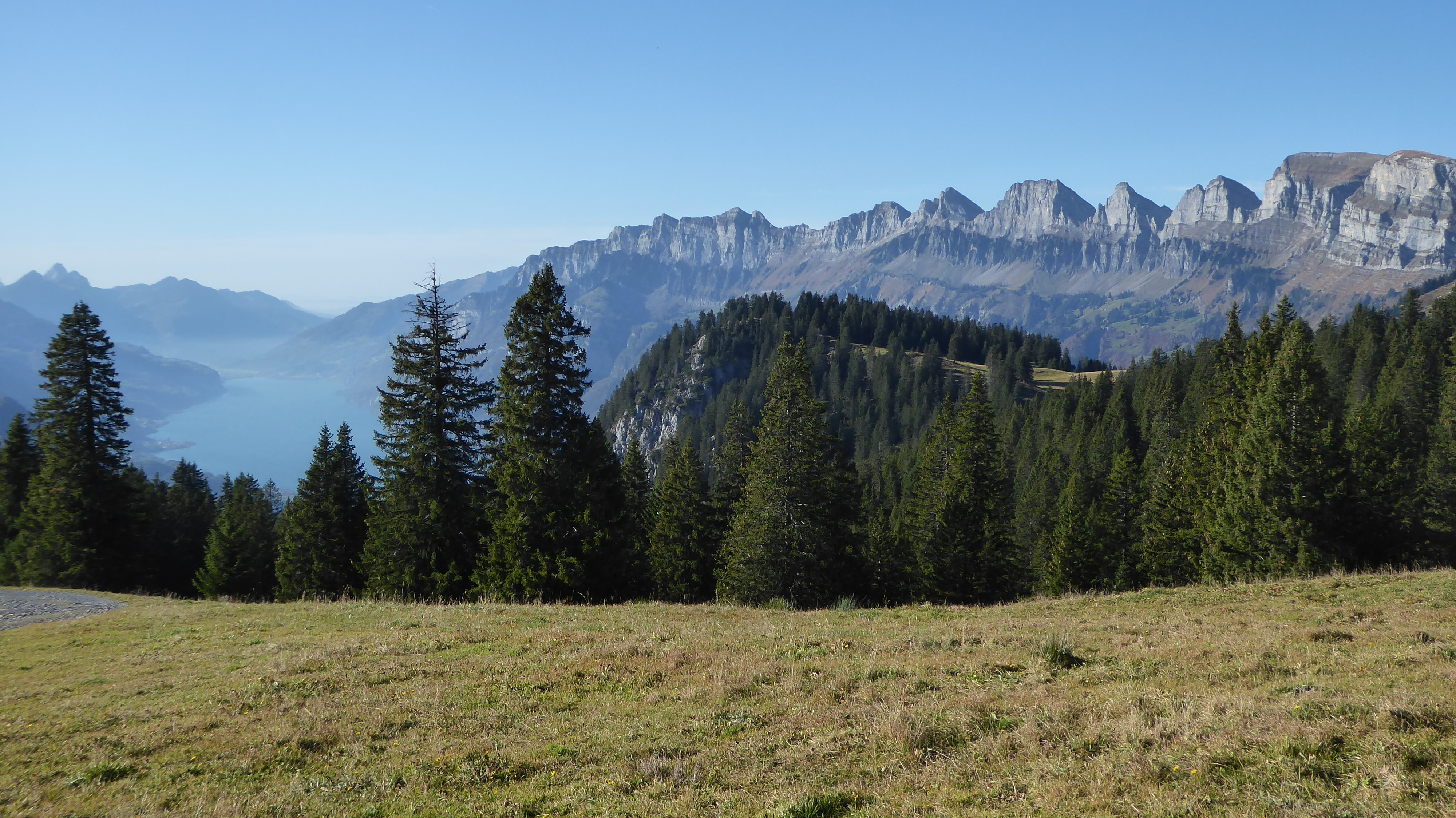
Blick von Strahlrüfi auf Walensee und Churfirsten
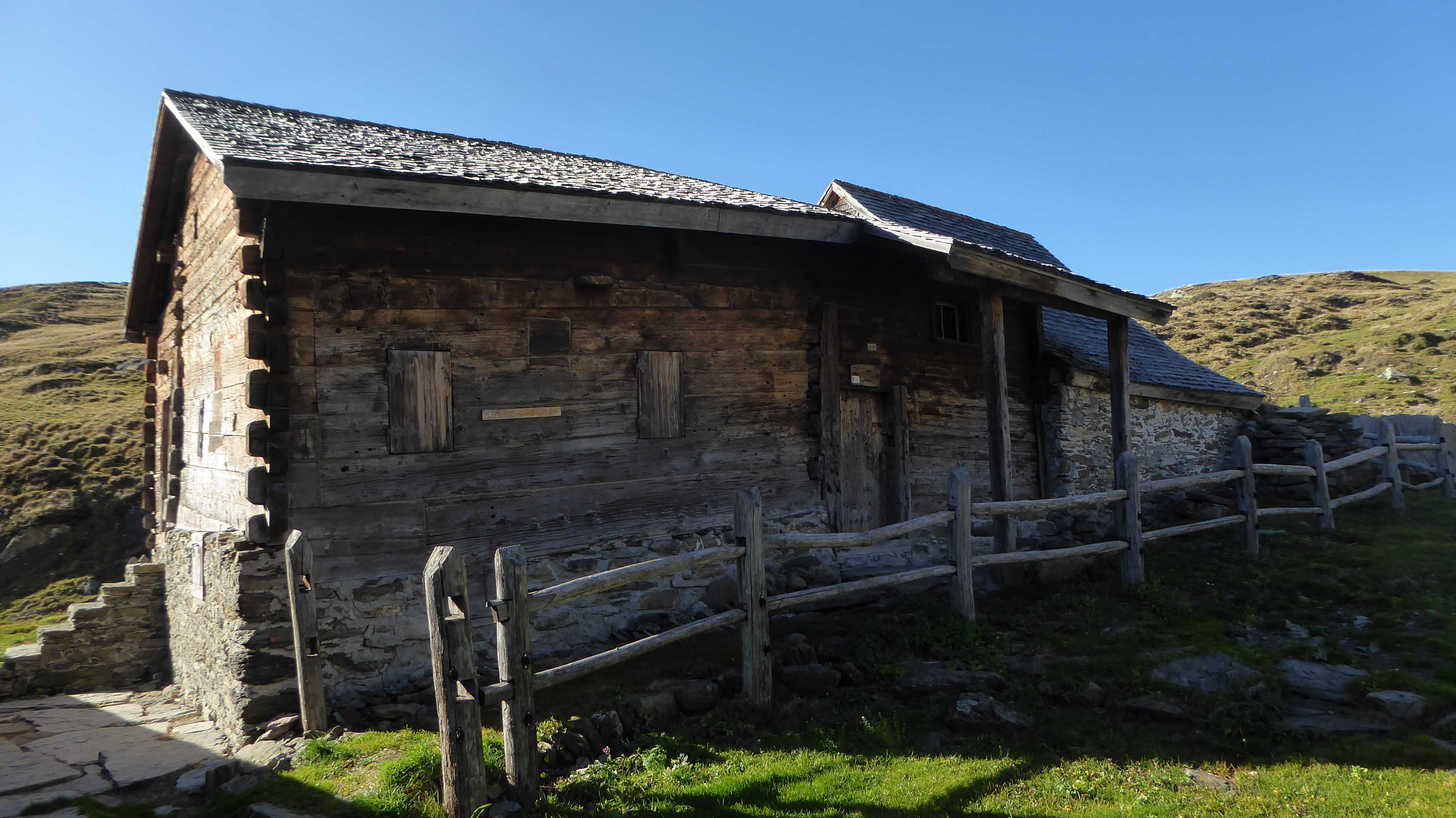
«Walser Rathaus»